# Péter Tóth (Fechter)
Péter Tóth (* 12. Juli 1882 in Budapest, Österreich-Ungarn; † 28. Februar 1967 ebenda) war ein ungarischer Fechter.

## Leben
Péter Tóth nahm an den Olympischen Zwischenspielen 1906 in Athen sowie an drei Olympischen Spielen teil. In Athen gewann er in der Säbelkonkurrenz auf drei Treffer die Bronzemedaille. Bei den Olympischen Spielen 1908 in London schied er mit dem Degen in der Vorrunde aus, während er mit dem Säbel den fünften Rang belegte. Mit der Säbel-Mannschaft wurde er Olympiasieger. 1912 in Stockholm erreichte er den sechsten Rang mit dem Säbel. Im Mannschaftswettbewerb wiederholte er den Erfolg von 1908 mit einem weiteren Olympiasieg. Bei seinen dritten Spielen 1928 in Amsterdam belegte er mit der Florett-Mannschaft Rang fünf.
National gewann Tóth mit dem Florett und dem Säbel zwischen 1907 und 1934 insgesamt 17 Titel. Er war Mitgründer der Fédération Internationale d’Escrime. Er starb 1967 in Budapest, als er von einem Lastkraftwagen überfahren wurde.